# Trackermodul
Als Trackermodule, Moduldateien (engl. Module File), Module oder Mod-Dateien bezeichnet man seit Mitte der 1980er bis heute Musik-Dateien, die mit verschiedenen Softwaresequenzern, sogenannten Trackern (SoundTracker, ProTracker, ModPlug Tracker usw.), erstellt sind. Diese waren besonders bei den Heimcomputern Amiga und Atari ST weit verbreitet, später in der Demoszene. Tracker zur Erstellung, als auch Software zum Abspielen solcher Moduldateien sind inzwischen für praktisch alle Plattformen verfügbar, darunter mobile Geräte.

## Aufbau
Bezeichnend für Trackermodulformate (engl. Mod File Formats) ist, dass die Musikdatei eine Auswahl von digitalen Samples enthält, im Gegensatz zu beispielsweise MIDI-Dateien. Diese Samples dienen als Instrumente des Musikstücks. Durch schnelleres oder langsameres Abspielen des Samples klingt es höher oder tiefer; so lassen sich verschiedene Noten spielen, die Funktionseinheit dafür wird Sampler genannt. Das Trackermodule enthält darüber hinaus eine „Wiedergabeliste“ (auch: Sequenzliste oder Trackliste, daher auch der Name Trackermodule), die angibt, welche Noten auf welchen Instrumenten wann zu spielen sind. Zusätzlich lassen sich Effekte, zum Beispiel Vibrato oder „Volume Slide“, definieren also auch die Lautstärke pro Track anpassen.

## Eigenschaften
Die Verwendung eines einzigen Basis-Samples pro Instrument, die Definition aller Tonhöhen- und Effektvariationen über Instruktionen und die zeitliche Definition über eine Sequenzliste kann informationstechnisch als sehr effektive Codierung unter Vermeidung fast aller Redundanzen in einem Musikstück betrachtet werden. Ein weiterer wichtiger Vorteil ist die Editierfähigkeit dieser Musikformate, was bei linearisierten Formaten wie WAV, MP3 etc., nicht mehr möglich ist.
Die daraus resultierende geringe Größe bei guter Qualität des Musikstücks ist ein Vorteil der bei der Entwicklung dieser Formate entscheidend war. Zur Zeit der Heimcomputer in den 1980er und 1990ern wurden Spiele auf Disketten ausgeliefert, die nur zwischen 700 KB und 1,4 MB Speicherplatz boten. Auf so eine Diskette passte meist ein komplettes Spiel inklusive mehrerer Musikstücke im Mod-Format, wie beispielsweise Pinball Dreams. Auch wenn Platzbeschränkungen heutzutage, dank stetigem Größenwachstum der Datenträger sowie der Verbreitung schneller Breitbandnetzzugänge, immer weniger eine Rolle spielt, so können Trackerformate für Mobile Geräte mit begrenzter Hardwareausstattung weiterhin das Format der Wahl sein.

## Mod-Player

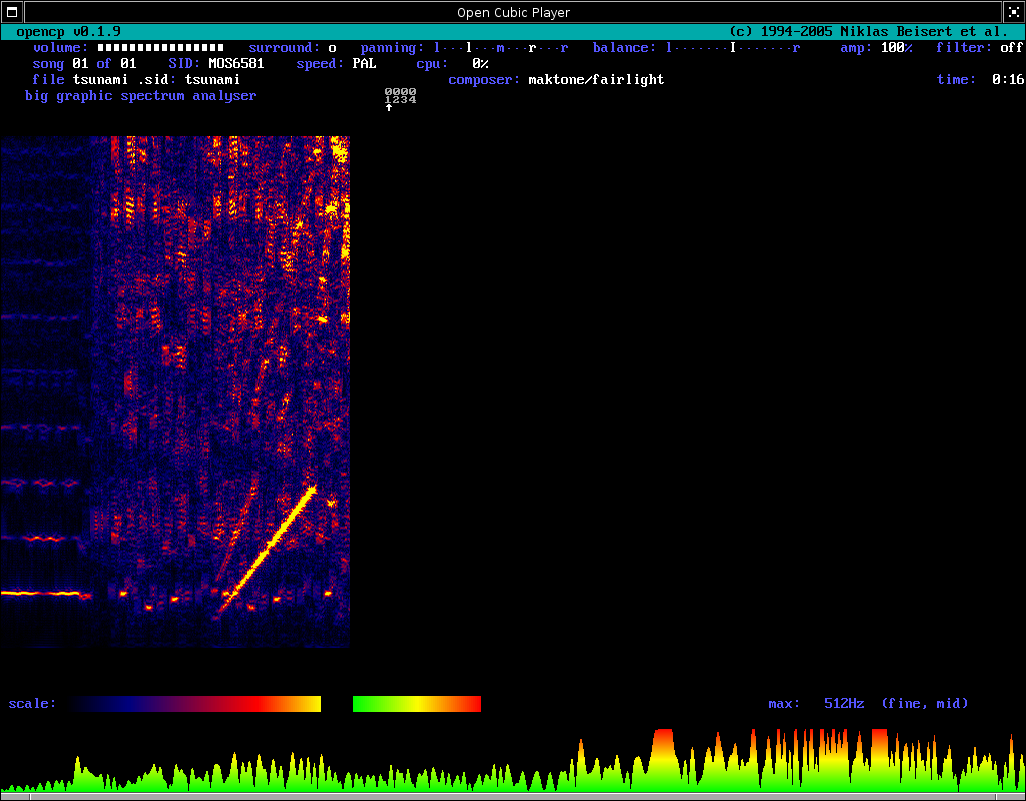
OpenCubic Player, Beispiel für einen typischen MOD-Player mit Audiovisualisierung (STFT Spektrum etc.)

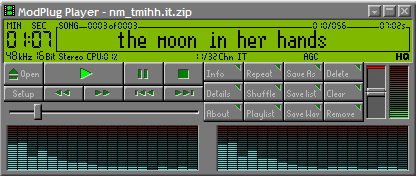
ModPlug Player, Windows Mod-Player

Das Abspielen von Tracker-Modulen geschieht entweder direkt mit dem Tracker selbst oder in der DOS- und Heimcomputerära auch mit spezialisierten Playern, welche zusätzliche Fähigkeiten wie Audiovisualisierung, Hintergrundabspielfähigkeit (als TSR-Programm) oder Playlisten Verwaltung bieten (Mod4Win). Bekannte DOS-Player waren der InertiaPlayer und der CubicPlayer welche Vorläufer der späteren Allzweck-Audioplayer wie Winamp waren. Der in end-1990ern genredefinierende Winamp Player kann praktische alle bekannten Audioformate über ein Plug-in System abspielen, neben den Trackerformaten und Audio-CDs auch das damals gerade aufkommende MP3-Format. In den 2000er Jahren wurde mit wachsender Rechenleistung auch Videos zum Fähigkeitspektrum hinzugefügt, Mediaplayer entstanden, und pure Audioplayer für Trackerdateien sind eher unüblich geworden. Jedoch, auf leistungsschwächeren mobilen Geräten oder anderen exotischen Plattformen haben spezialisierte Trackerplayer ein neues Refugium gefunden, beispielsweise dem Game Boy Color.

## Formate
Gebräuchliche Formate sind:
- MOD – das ursprüngliche Modulformat des Protrackers[5]
- S3M – Format des Scream Trackers 3[6]
- XM (Extended Module) – Format des Fasttrackers II oder auch des aktuellen Milky Tracker[7]
- IT – Format des Impulse Trackers oder des aktuellen Schism Tracker[8]
- XRNS – modernes, XML-basiertes Format des Renoise Trackers

## Tracker
Eine technische Übersicht von Trackern zur Bearbeitung und Neuerstellung von Trackermodulen ist unter Liste von Trackern zu finden.